# Dragutin Najdanović
Dragutin Najdanović (Belgrado, 15 aprile 1908 – 3 novembre 1981) è stato un calciatore jugoslavo.

## Carriera
Najdanović partecipò con la Nazionale jugoslava al Mondiale 1930, nel quale giocò una partita (contro la Bolivia).